# Fredericton nemzetközi repülőtér
A Fredericton nemzetközi repülőtér (IATA: YFC, ICAO: CYFC) Kanada egyik nemzetközi repülőtere, amely Fredericton közelében található. Éves utasforgalma 398 000 fő (2017).

## Futópályák
A repülőtér futópályái:
- 15/33 (1829 m, aszfalt)
- 09/27 (2440 m, aszfalt)

## Forgalom
Az utasforgalom az elmúlt években az alábbi módon változott:
| Utasok száma | 208 600 | 197 909 | 270 435 | 273 968 | 283 760 | 337 443 | 398 000 | 427 085 | 100 844 | 333 813 |
|              | 2001    | 2003    | 2008    | 2010    | 2012    | 2015    | 2017    | 2019    | 2021    | 2023    |